# Savior (canção)
"Savior'" é uma canção da rapper australiana Iggy Azalea, com a participação do rapper norte-americano Quavo. Foi escrita pelos dois intérpretes juntamente com Verse Simmonds, Akil King, Myjah Veira, Kyle Owens, Ian Devaney, Lisa Stansfield, Andy Morris, Henry Walter, Lukasz Gottwald, com produção a cargo de Cirkut, Manhun Glow e Dr. Luke. O seu lançamento ocorreu a 2 de fevereiro de 2018 através da Island Records. Contém interpolações do tema de 1989 por Lisa Stansfield, "All Around the World".

## Faixas e formatos
| Descarga digital |                                        |         |  |
| N.º              | Título                                 | Duração |  |
| 1.               | "Savior" (com a participação de Quavo) | 3:31    |  |

## Desempenho nas tabelas musicais

### Posições
| Tabela musical (2018)                             | Melhor posição |
| ------------------------------------------------- | -------------- |
| Austrália - ARIA Artist Singles Chart             | 17             |
| Austrália - ARIA Urban Singles Chart              | 29             |
| Bélgica - Ultratip (Valónia)                      | 9              |
| Bélgica - Ultratip Urban (Valónia)                | 9              |
| Canadá - Canadian Hot Digital Songs               | 32             |
| Escócia - Scottish Singles Chart                  | 91             |
| Estados Unidos - Billboard Bubbling Under Hot 100 | 7              |
| França - SNEP                                     | 161            |
| Nova Zelândia - NZ Heatseekers                    | 8              |